# Camille De Smet
Camille De Smet (Gent, 28 januari 1802 – Varesnes (Oise), 26 april 1862) was lid van het Belgisch Nationaal Congres.

## Levensloop
In oktober 1830 werd de handelaar en grondeigenaar Camille De Smet door het Voorlopig Bewind tot arrondissementscommissaris van Oudenaarde benoemd.
Nadat hij, samen met Charles Liedts tot de gangmakers had behoord van de Belgische Revolutie in Oudenaarde, werd hij verkozen tot lid van het Nationaal Congres, waar hij met zijn 28 jaar een van de jongere leden was. Hij stemde voor de onafhankelijkheidsverklaring en voor de eeuwigdurende uitsluiting van de Nassaus. Hij was een van de 13 leden die voor de republiek stemden, tegen de monarchie. Op 3 februari was hij ziek maar liet zich binnendragen om zijn stem te kunnen uitbrengen voor de hertog van Nemours. Hij was niet aanwezig toen over een regent moest worden gestemd. Wel was hij er voor de stemming over Leopold van Saksen Coburg. Hij stemde tegen met de verklaring dat deze kandidatuur voorbarig was.
Hij behoorde tot degenen die liever de oorlog wilden dan ook maar een deel van het territorium prijs te geven en was medeondertekenaar van een verklaring die in die zin door een veertigtal Congresleden werd gepubliceerd. In de debatten bleek ook zijn antiklerikalisme en zijn argwaan voor wat de clerus onder 'vrijheid' verstond.
De Smet was actief in het Congres en klaagde onder meer over het absenteïsme van sommige leden.
In maart 1832 werd hij als arrondissementscommissaris afgezet. Hij had namelijk in een dispuut over de uitslag van de verkiezingen in Ename, de gouverneur van de provincie, Werner de Lamberts-Cortenbach beschuldigd van electorale fraude.
In 1836 werd hij provincieraadslid voor Oost-Vlaanderen. Ook daar was hij actief. In oktober 1836 was hij kandidaat gedeputeerde, maar met één stem meerderheid werd hij verslagen door een andere liberale kandidaat, Jacques De Bleeckere, die men geschikter vond dan de steeds harde standpunten innemende De Smet. Hij was ook gemeenteraadslid van Oudenaarde.

## Publicatie
- Lettre à Mr. le Ministre de l'Intérieur, Brussel, 1832, 87 blz.